# Halidon
La Halidon è una casa discografica indipendente italiana, editore e distributore musicale.

## Storia
Fondata nel 1999, Halidon ha acquisito negli anni la distribuzione di molte etichette indipendenti italiane ed estere.
Ha pubblicato album di famosi artisti italiani, tra i quali, Fabio Concato, Albano Carrisi, Fausto Leali, Amedeo Minghi, Iva Zanicchi, e Cristiano Malgioglio.
Ha collaborato con alcune radio nazionali, tra cui Radio Montecarlo e Radio 105 per la realizzazione di raccolte a tema sui programmi dei palinsesti. Ha supportato la partecipazione al Festival di Sanremo di etichette discografiche ed artisti della propria scuderia: tra questi, Albano Carrisi nel 2007, Amedeo Minghi, Andrea Bonomo e La Scelta nel 2008, Fausto Leali e Iva Zanicchi nel 2009. La casa discografica ha dato avvio al progetto di ricerca e riedizione in vinile degli album originali di famosi artisti italiani ed internazionali, tra i quali la storica discografia di Vasco Rossi: Bollicine, Cosa succede in città, C'è chi dice no, Va bene, va bene così e Vado al massimo, alcuni album di Mina, Ennio Morricone, Mina & Giorgio Gaber, Fred Bongusto e Astor Piazzolla.
In quanto editore musicale amministra i diritti d'autore propri di terzi. Possiede la licenza e la proprietà di un vasto repertorio musicale che copre diversi generi: musica classica, jazz, world music, lounge, easy listening, canzoni per bambini, musica italiana e internazionale.